# Steve Harney
Steve Harney (sinh năm 1951) là một cựu cầu thủ bóng đá người Anh từng thi đấu ở vị trí hậu vệ phải.

## Sự nghiệp
Sinh ra ở Bradford, Harney từng thi đấu cho Drum Rovers, Bradford City và Guiseley.
Đối với Bradford City ông có 14 lần ra sân ở Football League.